# Mary O'Hara
Mary O'Hara (n. en la provincia de  Sligo, en Irlanda 1935) es una arpista y cantante de tesitura soprano. 
Mary O'Hara se ganó la fama en las dos riberas del Atlántico a finales de los años 50 y principios de los 60. Sus grabaciones de esa época determinaron en buena parte el estilo de toda una hornada de cantantes irlandesas, entre ellas Carmel Quinn, Mary Black, Maire Brennan, Ann Breen y Mary McGonigle.  
Liam Clancy, en su autobiografía "Memorias de un trovador irlandés" ("Memoirs of an Irish Troubadour"), publicada en el  2002, describe la inspiración que supuso la música de  Mary O'Hara en la suya y en la de otros artistas del período de resurgimiento de la tradición.

## Biografía
Mary O'Hara, a la edad de 8 años, ganó sus primeros concursos de canto, y actuó en una emisión de la radio irlandesa ( Raidió Éireann) antes de acabar su escolarización a los 16. 
Después, participó en el Edinburgh International Fringe Festival con los Dublin University Players, en el programa de la BBC "Quite Contrary"  y en el "Ed Sullivan Show" antes de tener su propia serie de TV en la misma BBC. 
Su primer contrato con una casa de discos fue con Decca Records.
Mary O'Hara recibió clases de armonía de Dudley Moore. 
El poeta irlandés Thomas Kinsella presentó a Mary al que también era poeta, este estadounidense, Richard Selig, y con Richard se casaría Mary en 1956.  Juntos partieron a América, y allí siguió creciendo su fama. Pero 15 meses después de la boda, Selig murió de la enfermedad de Hodgkin, un tipo de cáncer linfático. No obstante, Mary siguió haciendo giras y grabaciones durante 4 años, hasta que en 1962 tomó los hábitos y pasaría 12 años en la abadía de Stanbrook, en Worcestershire.
En 1974, dejó los hábitos y retomó su carrera musical, que volvió a tener un rápido ascenso: en cuestión de meses, se convirtió en una de las mayores celebridades irlandesas del mundo de la fonografía.  
A finales de 1985, volvió a casarse: esta vez con el Dr. Pádraig O'Toole.
O'Hara prolongó su carrera de cantante hasta 1994.
En tiempos recientes, la pareja ha pasado 6 años en Tanzania, donde O'Toole impartía clases en la facultad de periodismo de la universidad de Dar es Salaam.
A principios del 2007, se representó en Australia con gran éxito un musical sobre la vida de O'Hara titulado "El arpa subida al sauce" ("Harp on the Willow").
Aún hoy, viaja dando conferencias ("Travels with My Harp").  Algunas de las más recientes han tenido lugar en la Yeats International Summer School, Sligo (2007); en el  O'Carolan Festival, Knobber, Irlanda (2008); en el Northern Lights Harp Festival, Ottawa (2009; en Nueva York (2009); en el  Boston College (2009) ... 
O'Hara vive con su marido parte del tiempo en una casa del siglo XVII en Berkshire y parte en las islas de Aran, por encima del puerto de Kilronan, en su tierra natal.
Ha consignado en 5 volúmenes sus acompañamientos de arpa.
Su autobiografía, "El perfume de las rosas" ("The Scent of the Roses"), toma el título de una de sus canciones preferidas, del poeta irlandés Thomas Moore. Otros libros suyos son "Celebración del amor" ("Celebration of Love") y  el  libro de estampas "Canción para Irlanda" ("A Song for Ireland"), pieza de colección descatalogada.
La Burns Library del Boston College custodia sus documentos, y alberga una "exposición Marry O'Hara" hasta el  30 de abril de 2010.

## Familiares
El escritor Sebastian Barry es sobrino suyo. 
Joan O'Hara (la Eunice de Fair City, de la RTÉ-TV) es hermana suya. 

## Discografía
- "Songs of Erin", Decca-Beltona  1957
- "Love songs of Ireland", Decca-Beltona  1958
- "Songs of Ireland", Tradition-Everest 1958
- "Songs of Ireland", Decca-Emerald 1967
- "The folk song tradition" (one track), Tradition-Everest 1960
- "Mary O'Hara's Ireland", Decca Emerald-Gem 1973
- "Mary O'Hara's Scotland", Decca Emerald-Gem 1974
- "Monday Tuesday", Decca Emerald-Gem 1977
- "Songs for Children", Decca Emerald 1977
- "At the Royal Festival Hall", Chrysalis 1977
- "Focus on Mary O'Hara", Decca 1978
- "Music speaks louder than words", Chrysalis 1978
- "In Harmony", Chrysalis 1979
- "Farewell, But Whenever / Reminiscing", Hammer 1979
- "Tranquility", Warwick 1979
- "The Last Rose Of Summer" French Everest Records
- "The Scent Of Roses", Chrysalis 1980
- "Colours", Images 1981
- "A Song for Ireland", Valentine 1982
- "Recital", Valentine 1983
- "Live at Carnegie Hall", Valentine 1983
- "Live at  National Gallery Dublin", Gael-Linn 1987
- "Spread a Little Happiness", Telestar 1985
- "Celebration of Love", Word 1989
- "World of Music", EMI 1989
- "Mary O'Hara Song for Ireland", Shanachie Records 1993
- "Down by the Glenside", Rykodisc 1997
- "Mary O'Hara at Carnegie Hall", Sanctuary Records 2000